# Élection présidentielle ouest-allemande de 1964
L’élection présidentielle ouest-allemande de 1964 (en allemand : Wahl des deutschen Bundespräsidenten 1964), quatrième élection présidentielle de la République fédérale d'Allemagne, se tient le 1er juillet 1964, afin d'élire le président fédéral pour un mandat de cinq ans au suffrage indirect.
Le président sortant Heinrich Lübke est réélu dès le premier tour, bénéficiant du soutien des Unions chrétiennes et du Parti social-démocrate.

## Mode de scrutin
Le président fédéral (en allemand : Bundespräsident) est le chef de l'État de la République fédérale d'Allemagne.
Il est élu pour un mandat de cinq ans renouvelable une fois consécutivement par l'Assemblée fédérale (Bundesversammlung). Elle se compose de l'ensemble des députés du Bundestag et d'un nombre égal de délégués des Länder élus par leurs assemblées parlementaires.
L'élection est acquise si un candidat remporte un nombre de voix équivalent à la majorité absolue des membres de l'Assemblée. Si aucun postulant n'a obtenu un tel résultat après deux tours de scrutin, un troisième tour est organisé où la majorité simple des voix est suffisante pour l'emporter.

### Composition de l'Assemblée fédérale
L'Assemblée fédérale se réunit au parc des expositions de Berlin-Ouest, sous la présidence d'Eugen Gerstenmaier, président du Bundestag.
|                             |     |     |     |     |     |    |     |    |       |
| Land                        | SPD | FDP | CDU | CSU | SVP | BP | GDP | NI | Total |
| Land                        |     |     |     |     |     |    |     |    | Total |
| Bade-Wurtemberg             | 29  | 8   | 36  | 36  | 0   | 0  | 0   | 0  | 73    |
| Bavière                     | 35  | 4   | 47  | 47  | 0   | 3  | 0   | 0  | 89    |
| Berlin                      | 13  | 1   | 6   | 6   | 0   | 0  | 0   | 0  | 20    |
| Brême                       | 4   | 0   | 2   | 2   | 0   | 0  | 0   | 0  | 6     |
| Hambourg                    | 11  | 1   | 5   | 5   | 0   | 0  | 0   | 0  | 17    |
| Hesse                       | 25  | 5   | 13  | 13  | 0   | 0  | 2   | 0  | 45    |
| Basse-Saxe                  | 31  | 5   | 25  | 25  | 0   | 0  | 0   | 0  | 61    |
| Rhénanie-du-Nord-Westphalie | 66  | 10  | 71  | 71  | 0   | 0  | 0   | 0  | 147   |
| Rhénanie-Palatinat          | 14  | 3   | 15  | 15  | 0   | 0  | 0   | 0  | 32    |
| Sarre                       | 4   | 1   | 4   | 4   | 1   | 0  | 0   | 0  | 10    |
| Schleswig-Holstein          | 9   | 1   | 11  | 11  | 0   | 0  | 0   | 0  | 21    |
| Délégués                    | 241 | 39  | 188 | 47  | 1   | 3  | 2   | 0  | 521   |
| Bundestag                   | 204 | 66  | 200 | 50  | 0   | 0  | 0   | 1  | 521   |
| Total                       | 445 | 105 | 388 | 97  | 1   | 3  | 2   | 1  | 1042  |

## Candidats
| Candidat | Candidat | Candidat       | Candidat | Parti                                        | Fonction                                                         |
| -------- | -------- | -------------- | -------- | -------------------------------------------- | ---------------------------------------------------------------- |
|          |          | Ewald Bucher   | 49 ans   | Parti libéral-démocrate (FDP)                | Député fédéral de Bade-Wurtemberg Ministre fédéral de la Justice |
|          |          | Heinrich Lübke | 69 ans   | Union chrétienne-démocrate d'Allemagne (CDU) | Président fédéral                                                |

## Résultats
| Candidat                 | Candidat                 | Parti                    | Premier tour | Premier tour |
| Candidat                 | Candidat                 | Parti                    | Voix         | %            |
| ------------------------ | ------------------------ | ------------------------ | ------------ | ------------ |
|                          | Heinrich Lübke           | CDU                      | 710          | 85,23        |
|                          | Ewald Bucher             | FDP                      | 123          | 14,77        |
|                          |                          |                          |              |              |
| Majorité requise         | Majorité requise         | Majorité requise         | 522 voix     | 522 voix     |
|                          |                          |                          |              |              |
| Suffrages exprimés       | Suffrages exprimés       | Suffrages exprimés       | 833          | 99,52        |
| Votes blancs et nuls     | Votes blancs et nuls     | Votes blancs et nuls     | 4            | 0,48         |
| Total                    | Total                    | Total                    | 837          | 100          |
| Abstentions              | Abstentions              | Abstentions              | 187          | 17,95        |
| Absents                  | Absents                  | Absents                  | 18           | 1,73         |
| Inscrits / Participation | Inscrits / Participation | Inscrits / Participation | 1 042        | 80,32        |